# Cult Killer
Cult Killer är en amerikansk äventyrs- och dramafilm som hade premiär i USA den 19 januari 2024. Filmen är regisserad av Jon Keeyes, efter ett manus skrivet av Charles Burnley.

## Handling
Filmen handlar om en känd privatdetektiv som mördas, och skyddslingen tar sig an fallet. Under utredningen tvingas hon in i en farlig förbindelse med hans mördare i syfte att avslöja stadens hemligheter.

## Rollista (i urval)
- Alice Eve - Cassie Holt
- Antonio Banderas - Mikeal Tallini
- Paul Reid - Rory McMahon
- Shelley Hennig - Jamie Douglas